# Pataki Szilvia
Pataki Szilvia (Budapest, 1988. július 9. –) magyar színésznő.

## Életpályája
Első filmes szerepe Tímár Péter Casting minden című filmjében volt 2007-ben. 2007-től a Pesti Magyar Színiakadémia növendéke volt, Iglódi István osztályában. 2013-2015 között a Barátok közt című sorozatban szerepelt. 2009-2012 között a Miskolci Nemzeti Színház, 2012-2016 között a József Attila Színház tagja volt. Szabadúszóként több színházban is dolgozik.
2008-ban szerepelt a Megasztár című tehetségkutató műsorban negyedik évadában.

## Magánélete
2014-2017 között együtt élt Nacsa Olivér humoristával.

## Színházi szerepeiből
- William Shakespeare: Szentivánéji álom... Heléna
- Molière: Képzelt beteg... Ápoló
- Sławomir Mrożek: Tangó... Ala
- Witold Gombrowicz: Yvonne, burgundi hercegnő... Yvonne
- Peter Shaffer: Mozart... Constanze Weber (Mozart felesége)
- Neil Simon: Pletykák... Cassie Cooper
- Edward Taylor: Legyen a feleségem!... Helen Foster
- Jean Genet: Cselédek... Claire
- Ugo Betti: Bűntény a Kecskeszigeten... Silvia
- Jókai Mór: Az aranyember... Noémi
- Csiky Gergely: A nagymama... Mártha
- Barta Lajos: Szerelem... Böske
- Lengyel Ferenc: Ópiumkeringő... Karády Katalin
- Fenyő Miklós – Novai Gábor – Böhm György – Korcsmáros György: Hotel Menthol ... Frufru (Zsilett húga)
- Kálmán Imre: Montmartre-i ibolya... Violetta
- Ray Cooney: Család ellen nincs orvosság

## Film- és sorozatszerepei
- Casting minden (2007) ...Bea
- Chili vagy Mango (2013) ...Szilvi
- Barátok közt (2013-2015)[6] ...Bárány Enikő
- 200 első randi (2018-2019) ...Viki
- Drága örökösök (2019) ...Cukrászdai dolgozó
- Mintaapák (2019-2021) ...Varró Zsuzsi
- Keresztanyu (2022) ...Etus
- Marsra magyar! (2023) ...Marketing asszisztens
- Pokoli rokonok (2025) ...Pszichiáter

## Szinkronszerepei
- A csodadoktor: Dr. Nazlı Gülengül – Sinem Ünsal
- Szerelmem, Ramón: Margarita Medina – Sachi Tamashiro